# Коллинз, Джеки
Жаклин Джилл Коллинз (англ. Jacqueline Jill Collins; 4 октября 1937, Лондон — 19 сентября 2015, Беверли-Хиллз), более известная как Джеки Коллинз (англ. Jackie Collins) — британская и американская писательница, сестра актрисы Джоан Коллинз.

## Биография
Джеки Коллинз родилась в семье Эльзы Бессант (1906—1962), учительницы танцев, и театрального агента Джозефа Уильяма Коллинза (1902—1988). Помимо Джеки в семье была старшая дочь, известная актриса Джоан Коллинз (род. 1933), и младший сын Билл Коллинз (род. 1946). Отец был еврейского происхождения и уроженцем Порт-Элизабет, чьи родители эмигрировали в ЮАС из Лондона; мать была англичанкой англиканского вероисповедания.
В 15 лет Джеки исключили из школы. Вместе со старшей сестрой она отправилась в Голливуд. В этот период у неё случился короткий, но бурный роман с молодым актёром Марлоном Брандо. Начала сниматься в кино в 1950-х годах. Она снялась в мини-сериалах телеканала ITC Entertainment «Секретный агент» (англ. Danger Man) и «Святой» (англ. The Saint), но вскоре оставила киноиндустрию. С начала 1960-х годов и до конца жизни жила в США, где обратилась к литературной карьере.
Джеки Коллинз скончалась от онкологического заболевания (рак молочной железы) в США. Всего за девять дней до своей смерти она участвовала в шоу-программе на телевидении в Лондоне.

## Литературная карьера
Первый роман Джеки Коллинз «Мир полон женатых мужчин» (англ. The World Is Full of Married Men) был опубликован в 1968 году. Известная писательница и автор любовных романов Барбара Картленд «охарактеризовала» роман как «противный, грязный и отвратительный». Роман был запрещен в Австралии и Южной Африке. Однако скандал вокруг книги помог Джеки увеличить продажи в США и Великобритании. Второй роман, «The Stud», был опубликован в 1969 году и вошёл в списки бестселлеров. В 1971 году последовал третий роман Джеки Коллинз — «Голливудский зоопарк», также ставший бестселлером.
В 1974 году вышел роман «Любовницы-убийцы», ставший первым романом писательницы о мире организованной преступности — это жанр, который позже окажется весьма удачным для неё.
В 1978 году Коллинз совместно написала сценарий для экранизации её романа «The Stud», в главной роли снималась её сестра Джоан. После удачного первого опыта Коллинз написала ещё несколько сценариев по своим книгам.
В 1980-х годах Коллинз и её семья переехали в Лос-Анджелес на постоянное жительство. В её следующем романе «Шансы», опубликованном в 1981 году, впервые появляется Лаки Сантанжело, «опасно красивая» дочь гангстера Джино Сантанжело. Роман «Голливудские жёны» (1983) попал на первое место в списке бестселлеров The New York Times и разошёлся по всему миру тиражом в 15 миллионов экземпляров.

## Семья
В 1959 году Джеки вышла замуж за Уоллеса Остина. После четырёх с половиной лет брака они развелись. От этого брака у Джеки есть дочь Трейси (р. 1961). В 1966 году Коллинз вышла замуж за владельца ночного клуба Оскара Лермана. У Коллинз и Лермана три дочери: Трейси Лерман (удочерённая Лерманом дочь Джеки от первого брака), Тиффани Лерман (р. 1967) и Рори Лерман (р. 1969). Оскар Лерман умер в 1992 году от рака. Примерно в это же время Коллинз написала и подготовила ещё одну серию романов «Леди Босс». В 1994 году Коллинз обручилась с Фрэнком Калканини (англ. Frank Calcagnini). Он умер в 1998 году от опухоли мозга.

## Фильмография
С 1954 по 2015 год Коллинз сыграла роли в 20 фильмах и сериалах, с 1978 по 2010 год выступила сценаристом к 7 фильмам и 6 эпизодам двух сериалов, с 1990 по 2010 год была продюсером двух фильмов и нескольких эпизодов двух сериалов.
Актриса
- 2015 — Акулий торнадо 3 / Sharknado 3: Oh Hell No! — в роли самой себя

Сценарист
Продюсер

## Экранизации
- 2010 — Парижские связи / Paris Connections — по мотивам романа «Связи в Лос-Анджелесе», но действие перенесенно на Неделю моды в Париже.